# 妙円寺 (船橋市)
妙円寺 （みょうえんじ）は、千葉県船橋市中山法華経寺参道の入口にある日蓮宗の寺院である。法華経寺新貫首晋山の際に入山前の休息場所となる。旧本山は中山法華経寺。達師法縁。

## 概要
1670年の開山。本殿に出世開運の神として有名な毘沙門天像と大宮権現像を祀っている。江戸時代の、この辺りの名主御代川伝兵衛の供養塔もある。

## 交通
- 京成本線京成中山駅から徒歩3分
- JR総武線下総中山駅から徒歩7分